# Grewia ambongensis
Grewia ambongensis är en malvaväxtart som beskrevs av Henri Ernest Baillon. Grewia ambongensis ingår i släktet Grewia och familjen malvaväxter. Inga underarter finns listade i Catalogue of Life.